# Aalborg Storcenter
Aalborg Storcenter er med sine 51.500 m² det største shoppingcenter i Nordjylland.
Centret, der har 75 butikker, har over 6 mio. gæster årligt og rummer bl.a. et af Danmarks største Bilka-varehuse på 28.000 m². Det blev indviet i efteråret 1996 og omsætter for næsten 2 mia. kr. årligt, hvilket gør det til landets tredjestørste målt på omsætning.
Centret er en del af City Syd området, der tog sin start i 1972 med åbningen af Bilka, der så efterfølgende blev udbygget med center. I foråret 2010 åbnede der et IKEA varehus i området. Storcentret blev i 2012 udvidet med 2000 m² og 1400 m² parkeringsdæk. 
Aalborg Storcenter ejes af ATP Ejendomme.